# Kozmogónia
A kozmogónia a világegyetem, az égitestek és rendszereik keletkezésével és fejlődésével foglalkozó tudomány. Problémáinak megoldásához felhasználja a csillagászat és a Földre vonatkozó tudományok (geofizika, geológia stb.) eredményeit. Sajátos nehézsége, hogy az égitestek fejlődésének lassúsága miatt kevés kivételtől eltekintve az evolúciós jellegű változások közvetlen megfigyelése lehetetlen. A kozmogónia kutatóinak csak kísérleti elméletei vannak a világegyetem korai szakaszáról és keletkezéséről, de a csillagokról érkező sugárzások mérésével, az űrutazások során gyűjtött adatok felhasználásával és a fizika általános törvényeinek alkalmazásával a kozmogóniai ismereteket egyre megbízhatóbbaknak tekintik.
A vallásbölcseleti elgondolások kezdetben magukba foglalták a kozmológiát is, mely később különvált. A kozmológia ma a csillagászatnak az az ága, amely a világmindenség egészének kialakulásával foglalkozik; a kozmogónia ezen belül az egyes égitestek illetve azok nagyobb rendszerei konkrét kialakulásának a kutatásával, s az eközben zajló fizikai folyamatok elemzésével pedig az asztrofizika foglalkozik. (Ezek külön tudományágak, de fölhasználják a relativitáselmélet, a kvantumelmélet, a magfizika, az atomfizika, az elektrodinamika, külön a magnetohidrodinamika és más fizikai tudományágak eredményeit is.)

## Etimológia
A kozmogónia összetett szó, görög szavakból:
- κόσμος, kozmosz (a világ)
- γί(γ)νομαι - γέγονα, a güneia szó gyökeréből (= nemzés, a létezés új állapotába kerülés).[4]

## Történelem
Ismertebbek az egyiptomi, a mezopotámiai, valamint a görög mitológiai elképzelések a világ keletkezéséről. A legtöbb elképzelés szerint a világ létének kezdetén a káosz és a sötétség áll. A káoszból (az élőlények növekedésének analógiájára) bizonyos csíra alakul ki, ebből áll elő például a föníciaiak és a  a proto-indoeurópai kultúrák világtojása  vagy más kultúrákban a világfa (a magyarok életfája, a germánok kőrisfája). A fejlődés a Föld-anya (terra mater) révén halad tovább, aki „megtermi” a növényi és az állati élet formáit, a fogamzás és születés mintájára. Az egész, rendben zajló folyamatot égi erők, rendszerint a Legfőbb Lény indítja és irányítja nemzéssel (generáció) vagy erőkiáradással (emanáció).
Sok vallásban a kozmogónia egyet jelent a teogóniával, az istenek születésével. Például a japán Kodzsiki szerint az őskáoszból számtalan isten jött létre. A Khaoszból létrejött görög istenek születéséről Hésziodosz Theogóniájában olvashatunk.
Az egyiptomi Piramisszövegek között számos olyan történetet találunk, amelyek szerint az élet egy ősvíztömegből (Nun) keletkezett. Atum-Ré önteremtő, aki egyedül él a Nunban, majd megteremti az első istenpárt (Su és Tefnut).
Egyes kultúrákban a férfi és női princípium nászából, például a kínai mitológiában a jin (a föld, a női jellegzetességek) és a jang (az ég, a férfi jellegzetességek) interakciója, vagy a görög mítoszokban, például Hésziodosz Theogóniájában Uranosz égapa és Gaia földanya van említve.
A mezopotámiai mitológia Enúma elisa az őskáosszal kezdődik, ami három elemet foglal magába: Abzu, Tiamat és Mummu. Majd az elbeszélés beszámol arról, hogyan teremtette meg az istenek első generációja az őselemeket.
A kozmogónia többféle megoldása is lehetséges: a brahmanizmus monizmusa (világlélek), a keleti vallások dualizmusa (jó és rossz istenek), a többszöri teremtés vagy épp a „semmiből” való teremtés (creatio ex nihilo), amire van példa a Biblián kívül is, bár itt vált legegyértelműbbé. 
A szentírási elbeszéléshez lásd a bibliai teremtéstörténet nevű cikket.
A késő ókori gnosztikus irányzatokban Démiurgosz a teremtés irányítója.
Az első, egészen Kant nézeteihez hajló kozmogóniát nüsszai Gergely 4. században élt egyházatya irataiban találjuk.
A bolygókeletkezés folyamata még ma sem teljesen tisztázott, csak modellszámítások léteznek rá. Tudományos igényű (nem az isteni teremtést alapul vevő) keletkezési elméletek a 17-18. században kezdtek megjelenni. Elsőként Descartes dolgozott ki keletkezésmodellt, az első széles körben elfogadott elmélet pedig Kant és Laplace egymástól függetlenül kidolgozott elmélete volt, amely szerint az alaktalan ősköd sűrűsödéséből született Nap egyenlítői síkjában a csillag keletkezésekor leváló (a Szaturnusz mai gyűrűihez hasonló) gyűrűkből alakultak ki a bolygók. Kant szerint a Naprendszer és az egész világmindenség is az anyagnak egy kaotikus ősállapotából alakult ki kizárólag gravitációs erők hatására.

## Fordítás
- Ez a szócikk részben vagy egészben  a   Cosmogony című angol Wikipédia-szócikk ezen változatának fordításán alapul.  Az eredeti cikk szerkesztőit annak laptörténete sorolja fel. Ez a jelzés csupán a megfogalmazás eredetét és a szerzői jogokat jelzi, nem szolgál a cikkben szereplő információk forrásmegjelöléseként.